# Kathrin Bierling
Kathrin Therese Bierling (* 15. August 1979 in Karlsruhe) ist eine deutsche Journalistin, Bloggerin und Podcasterin.

## Leben
Bierling wuchs in Karlsruhe auf und ging für ihr Mode-, Medienmanagement- und Journalismus-Studium nach Düsseldorf an die Akademie Mode Design. Anschließend absolvierte sie ein Praktikum bei der Financial Times Deutschland, wo sie als Redakteurin übernommen wurde. Sie wechselte später als Redakteurin zur Wirtschaftswoche und war schließlich Editor-at-large bei der Beilage FivetoNine, bevor sie nach München zum Burda Verlag wechselte. Hier war sie u. a. von 2012 bis 2014 als Chefredakteurin verantwortlich für die Onlineseiten von Elle, InStyle, Freundin, BurdaStyle und später auch Harper’s Bazaar.
Seit 2007 führt Bierling außerdem den Modeblog Modepilot. Und seit 2020 erklärt sie in ihrem Podcast „Das trägt man jetzt so“ in jeder Folge einen anderen Modetrend, wofür sie auch andere Modeexperten interviewt und Straßenumfragen durchführt. Zu den Gästen, die sie in ihrem Tonstudio-Wohnzimmer empfängt, zählen der Psychologe und Stress-Experte Louis Lewitan, der Stil-Kolumnist der Süddeutschen Zeitung Max Scharnigg und Vogue-Chefredakteurin Kerstin Weng.